# 2019 PR2 et 2019 QR6
2019 PR2 et 2019 QR6 sont deux astéroïdes Amor. Cette paire d'astéroïdes semble avoir une origine commune (même corps parent unique ou binaire) et se serait séparée il y a environ 300 ans.

## Classification spectrale
Ces deux astéroïdes sont spectralement similaires aux astéroïdes de type D, un type rare parmi les astéroïdes proches de la Terre.

## Orbite et origine
Leurs orbites sont très similaires. Des intégrations pour étudier leur formation et leur histoire évolutive ont montré que ni un modèle purement gravitationnel, ni un modèle incluant l'effet Yarkovsky, ne peut expliquer leurs orbites actuelles. Deux modèles de forces non gravitationnelles de type cométaire basés sur la sublimation de l'eau ou du monoxyde de carbone ont alors été utilisés. Le premier modèle suppose une activité quasi-continue de type cométaire après la séparation, ce qui a conduit à une estimation de la formation de la paire il y a 300+120
 −70 ans. Le deuxième modèle suppose une activité à court terme, jusqu'à une orbite héliocentrique (≈13,9 ans) après la séparation, et suggère que la paire s'est formée il y a 272 ± 7 ans.
Aucune activité n'a été détectée pour 2019 PR2 lors de son dernier passage au périhélie. Ces résultats plaident fortement en faveur d'une origine commune qui fait de ces objets la plus jeune paire d'astéroïdes connue début 2022. Des questions subsistent quant à savoir si ces objets dérivent d'une comète ou d'un astéroïde parent et comment l'activité a pu évoluer depuis leur séparation.

### Minor Planet Electronic Circulars
- MPEC 2019-P101 : 2019 PR2, 14 août 2019.
- MPEC 2019-R04 : 2019 QR6, 1er septembre 2019.
- MPEC 2022-C211 : 2019 PR2, 12 février 2022.
- MPEC 2022-C212 : 2019 QR6, 12 février 2022.

### Autres
- [Fatka et al. 2022] Petr Fatka et al., « Recent formation and likely cometary activity of near-Earth asteroid pair 2019 PR2–2019 QR6 », Monthly Notices of the Royal Astronomical Society, vol. 510, no 4 (mars 2022),‎ 2 février 2022, p. 6033–6049 (DOI 10.1093/mnras/stab3719, arXiv 2112.01681, lire en ligne)